# Albert Guðmundsson
|  | No s'ha de confondre amb Albert Sigurður Guðmundsson. |

En aquest nom islandès, el darrer nom és un patronímic, no pas un cognom. La manera de referir-se a aquesta persona és pel nom de pila.
Albert Guðmundsson (nascut el 15 de juny de 1997, a Reykjavík) és un futbolista professional islandès. Va jugar a l'equip PSV Eindhoven de la lliga Eredivisie amb la posició d'extrem.
És fill de l'antic davanter internacional i comentarista de televisió Guðmundur Benediktsson i de l'antiga jugadora Kristbjörg Ingadóttir, filla de l'antic davanter Ingi Björn Albertsson. El pare d'Ingi i, per tant, besnet d'Albert, fou el gran jugador de AC Milan i Arsenal FC i més tard Ministre de Finances Albert Guðmundsson.

## Carrera

### Clubs
El 2015 va debutar a la Eerste Divisie, la segona divisió holandesa, amb l'equip Jong PSV, filial del PSV Eindhoven. El 2017, ascendeix a la Eredivisie i passa a jugar amb PSV Eindhoven. Prèviament havia jugat al SC Heerenveen.

### Internacional
El maig de 2018 va ser convocat per la selecció islandesa per jugar la Copa del Món de Futbol de 2018.